# Rhodothamnus chamaecistus
Rhodothamnus chamaecistus är en ljungväxtart som först beskrevs av Carl von Linné, och fick sitt nu gällande namn av Reichenb. Rhodothamnus chamaecistus ingår i släktet Rhodothamnus och familjen ljungväxter. Inga underarter finns listade i Catalogue of Life.

## Bildgalleri

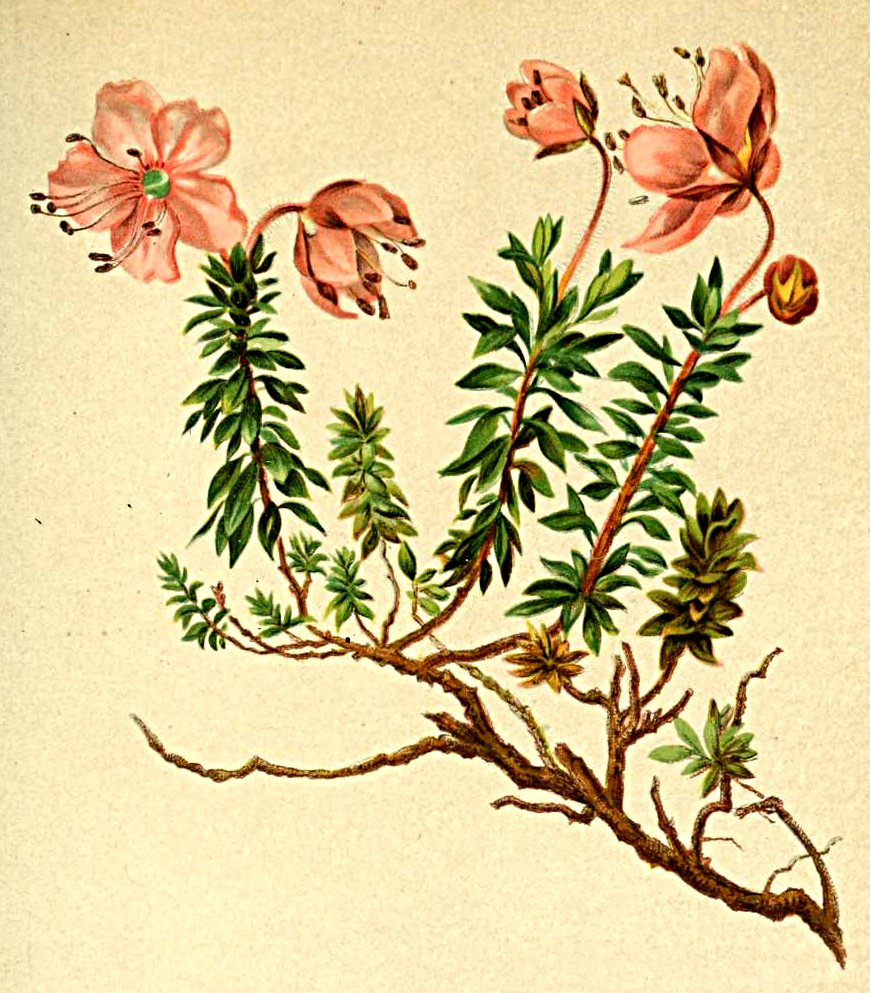
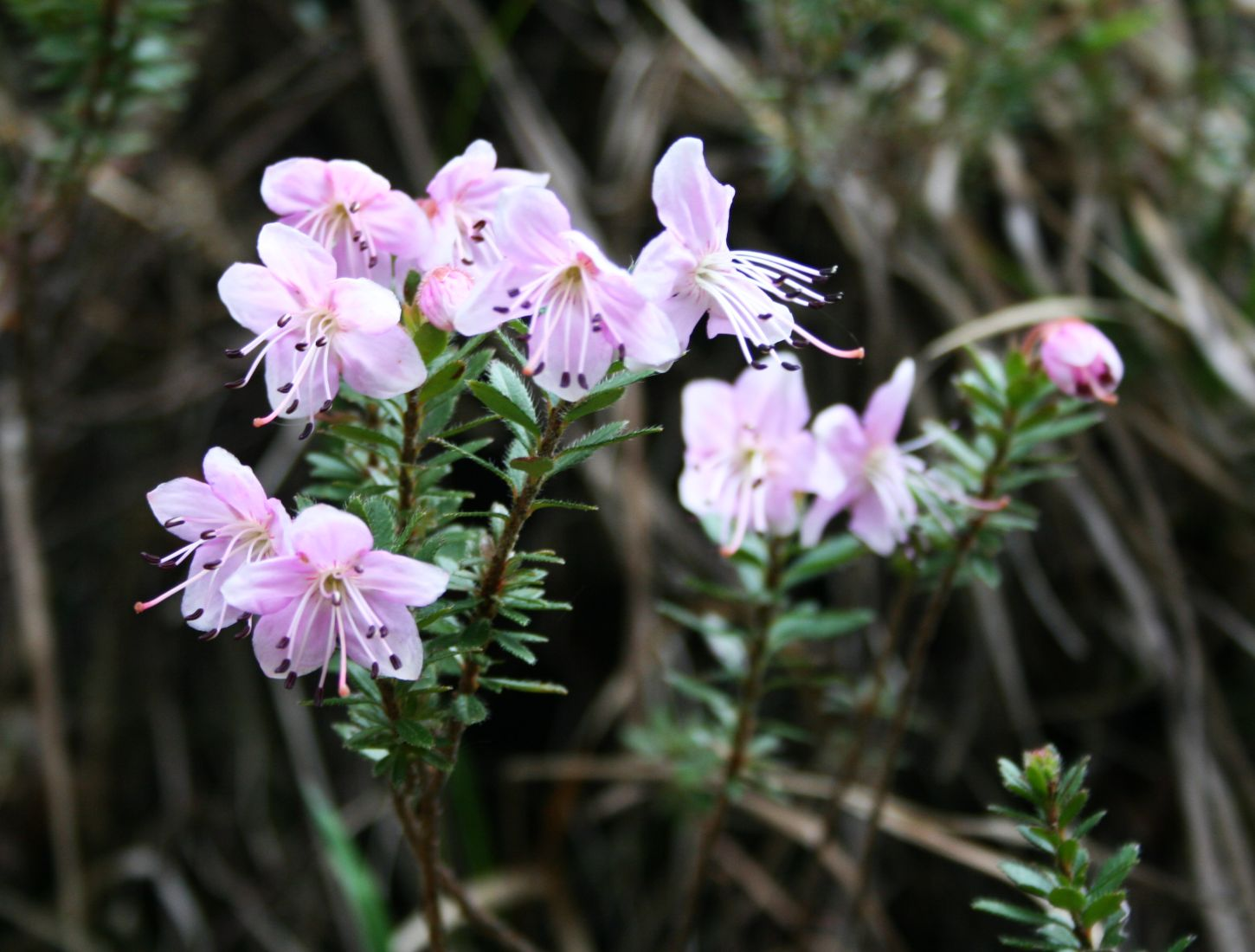
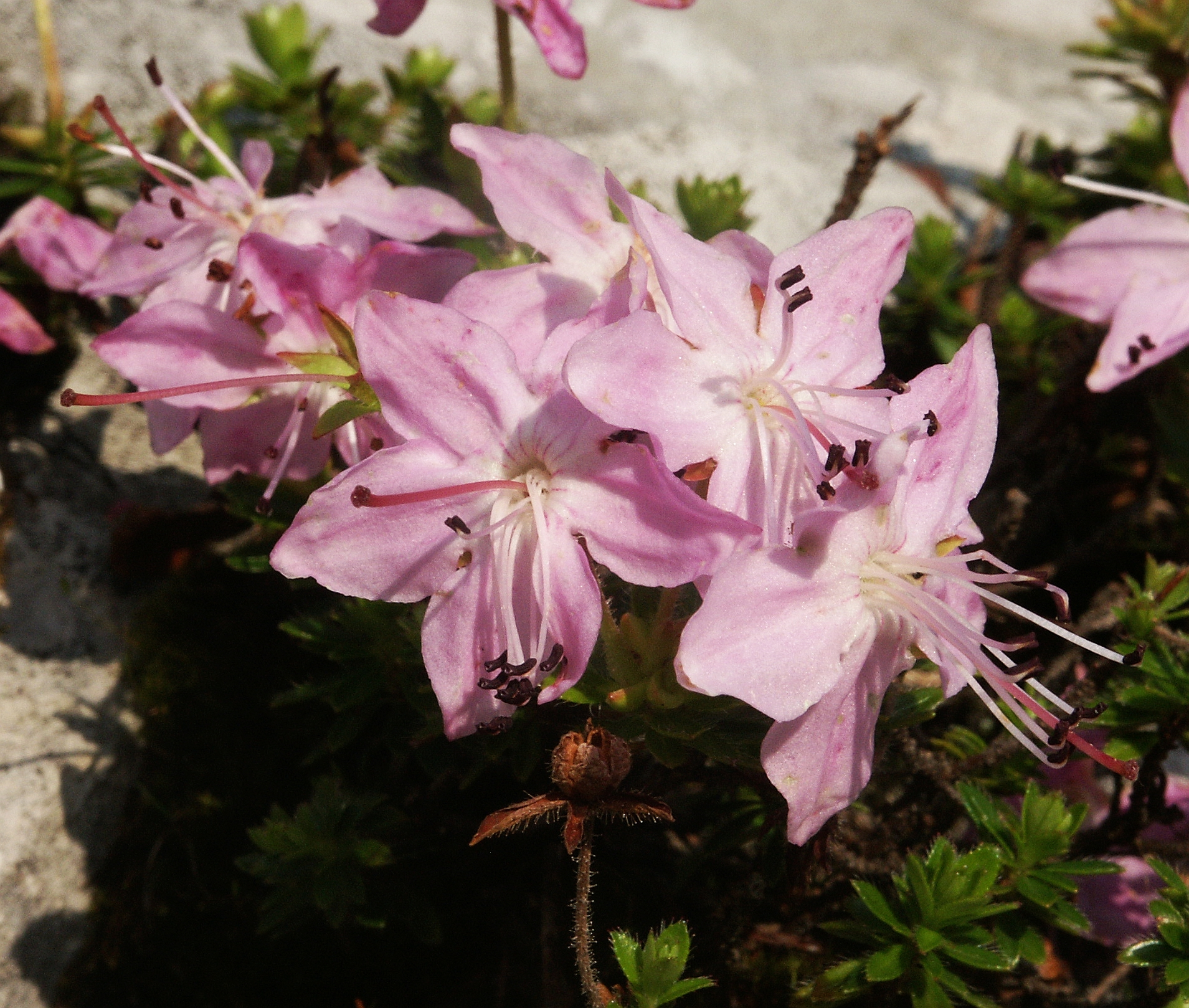
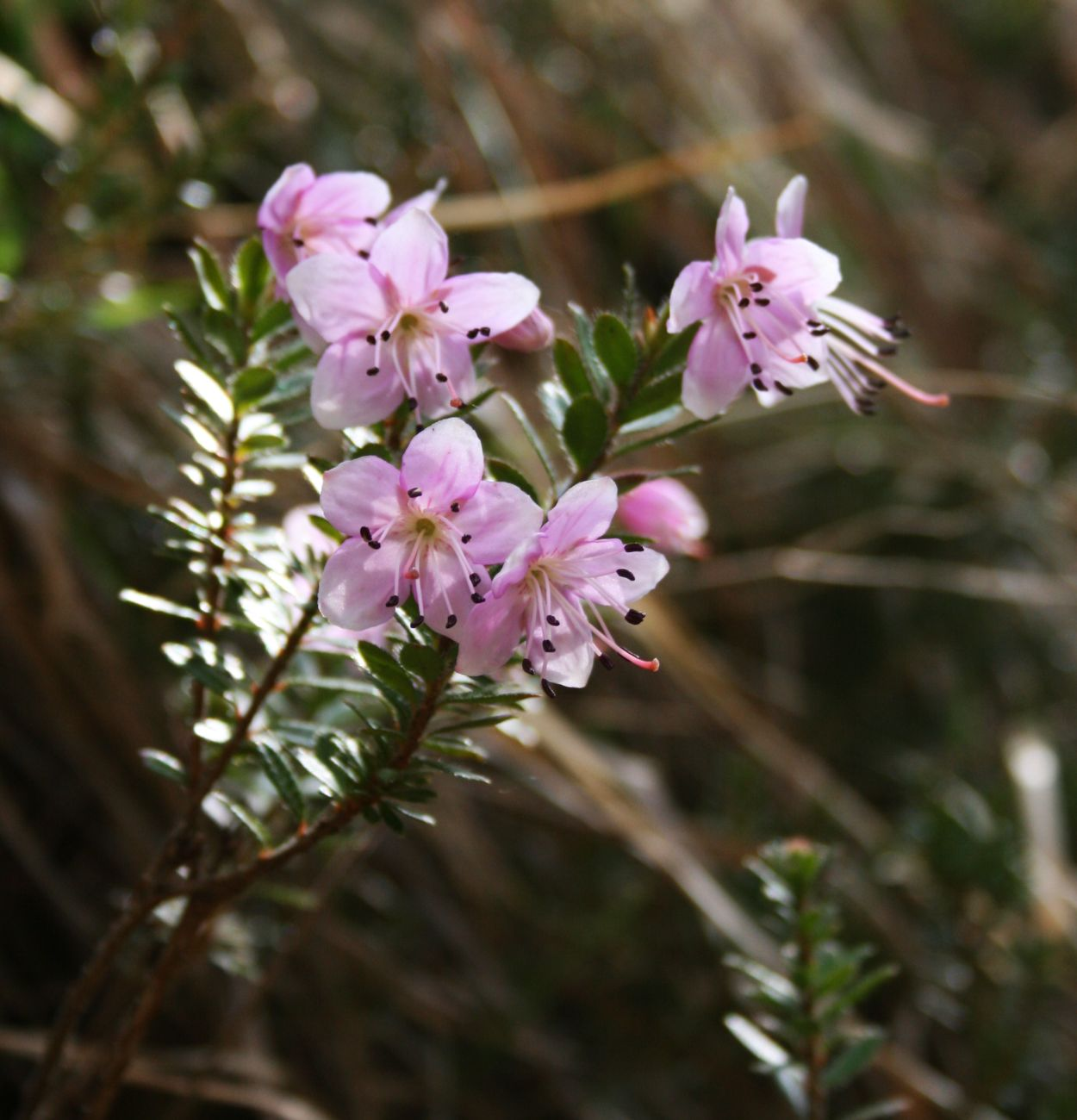
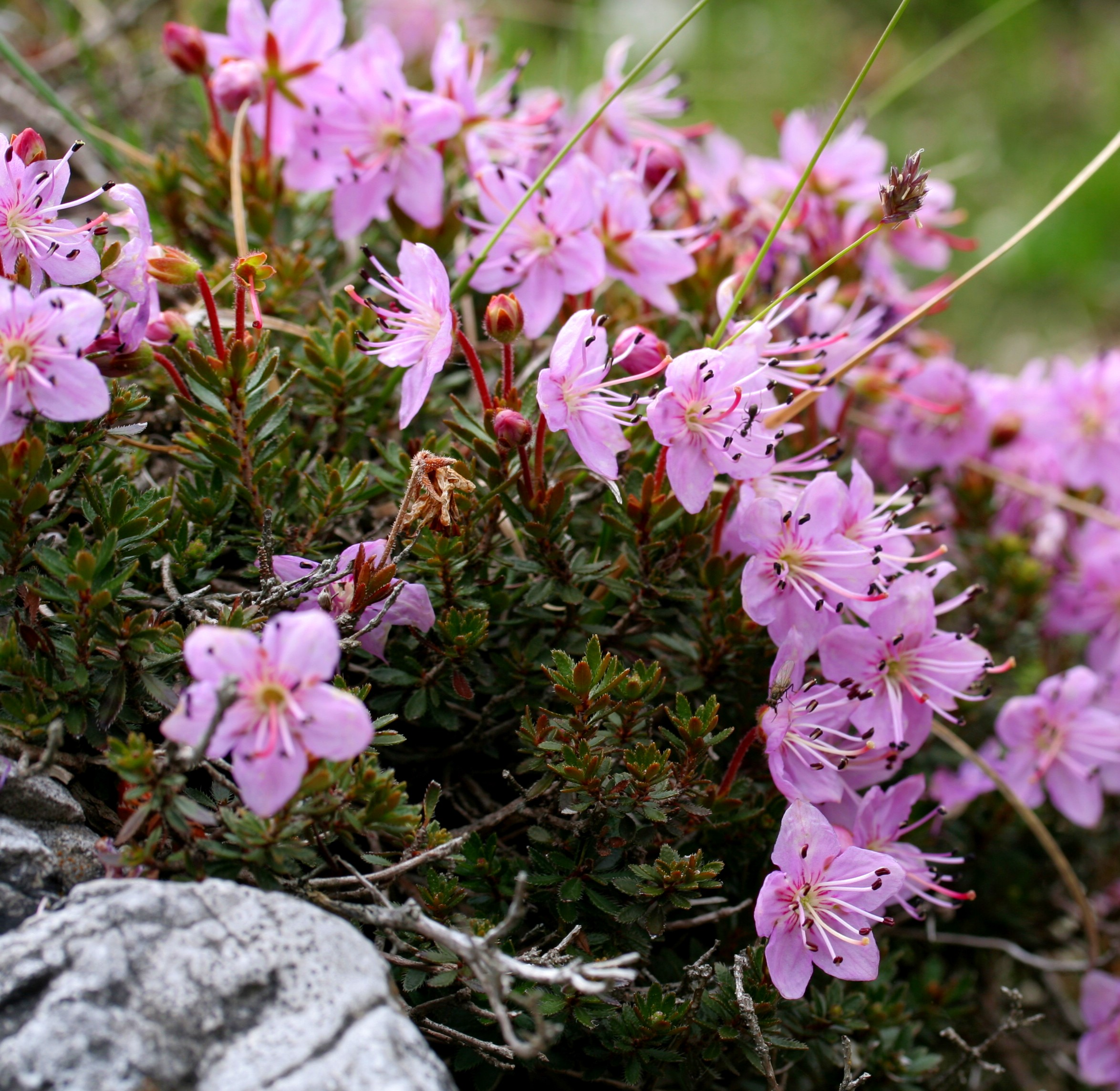
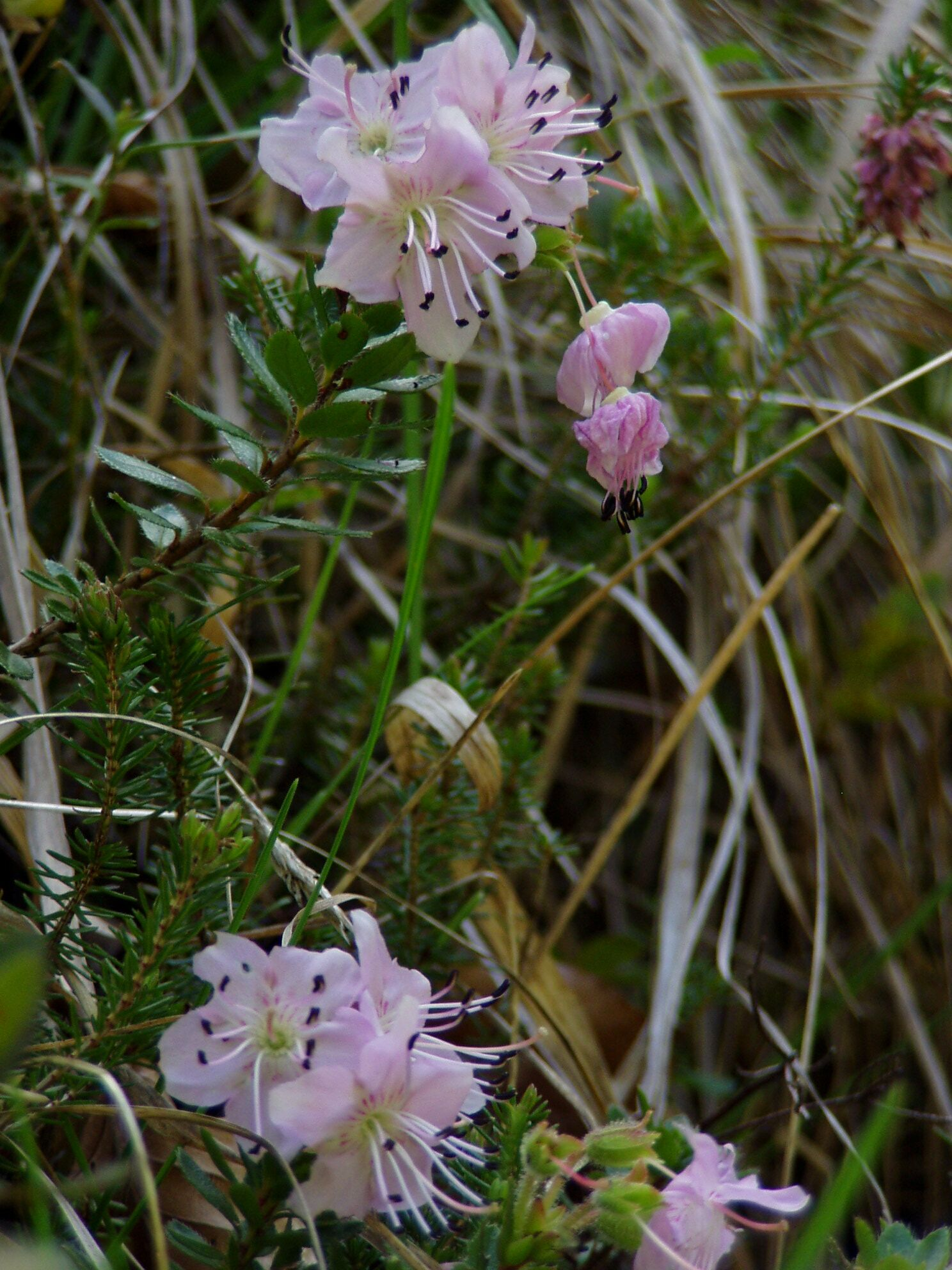